# Affaire des seize de Basse-Pointe
L’affaire des seize de Basse-Pointe est une affaire criminelle française, non élucidée, qui a duré de 1948 à 1951, et dont le procès dépassera le cadre de la cour d’assises de Bordeaux pour devenir le premier procès du colonialisme français aux Antilles. Il sera aussi l’occasion d’un grand élan de solidarité de la part des mouvements syndicalistes, communistes et associatifs, à la fois en Martinique, mais aussi en métropole et notamment à Bordeaux.

## Résumé
Le 6 septembre 1948, dans un contexte tendu de grève sur plusieurs plantations de Basse-Pointe, un administrateur blanc créole, Guy de Fabrique Saint-Tours, est assassiné de 36 coups de coutelas, dont trois mortels. Après une intense chasse à l’homme de plusieurs semaines, seize coupeurs de canne sont arrêtés, issus pour la plupart d’anciennes lignées d’esclaves, mais aussi d'origine indienne pour trois d'entre eux. Ils sont emprisonnés pendant trois ans en Martinique en attente d’un procès, jusqu’à leur transfert en 1951 à Bordeaux, avec l’assurance d’un verdict exemplaire et sans appel. Ils seront finalement tous acquittés, faute de preuves.

## Déroulement de l’affaire

### Un contexte social tendu

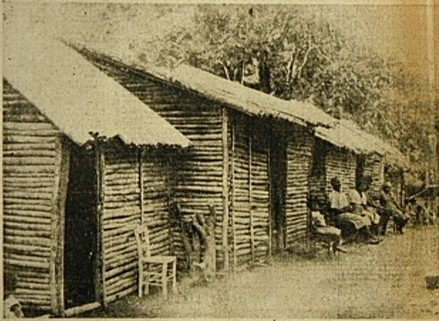
Rue cases-nègres à la Martinique vers 1950.

En 1948, alors que l’Empire colonial français est ébranlé par des soulèvements en Afrique et en Asie, la Martinique, sur proposition d'Aimé Césaire, a pour sa part choisi la voie de l’assimilation et est devenue un département français depuis deux ans. Elle n’est donc plus officiellement un territoire colonial. Également, cent ans auparavant, a eu lieu l’abolition définitive de l’esclavage par la France. Malgré tout, les rapports hiérarchiques entre les différentes populations de l’île perdurent. Les blancs créoles (békés, 1 % de la population) sont toujours les détenteurs des « habitations », ces plantations qui reposaient initialement sur l’esclavagisme. Les conditions de travail y sont toujours difficiles et les salaires très bas. Enfin les employeurs conservent un pouvoir disproportionné sur leurs travailleurs, avec l’attribution des logements ouvriers (situés dans la Rue Cases-Nègres), et leur capacité à interdire de quitter l’habitation sans autorisation durant leurs journées de travail. À cela s’ajoute la cherté de la vie due aux pénuries qui obligent à importer de nombreux produits.
Cette difficile situation sociale explique aussi pourquoi, au sortir de la Seconde guerre mondiale, et alors que la Martinique avait été administrée par le régime de Vichy avec l’appui de nombreux békés, les communistes s'implantent particulièrement bien. Les mouvements de grèves se multiplient, et avec la départementalisation, les revendications deviennent plus légitimes. Le climat social est tellement tendu qu'il inquiète l’administration qui choisit la répression, parfois violente. Six mois tout juste avant les événements de Basse-Pointe, sur l’habitation Lajus au Carbet, sur ordre du premier préfet Pierre Trouillé, des gardes mobiles tirent sans sommation sur des ouvriers grévistes, faisant trois morts et deux blessés graves. Cet événement qui montre la répression visant à endiguer l’extension du communisme et du syndicalisme donne une idée de l’état d’esprit des grévistes.

### Le meurtre de Guy de Fabrique
Dans ce contexte social tendu, sur l'habitation Leyritz située à Basse-Pointe, propriété du riche industriel Victor Depaz, blanc créole qui possède également les habitations sucrière Pécoul, Gradis et Moulin L'Etang, trois ouvriers logés (casés), font l'objet, au mois d'août 1948, de procédures de licenciement et d’expulsion (décasés). Il leur est reproché d’avoir travaillé sur l'habitation Saint-James à Saint-Pierre où l'administrateur, M. Duchamp, acceptait de payer aux conditions prévues par le protocole de 1947, conditions que les cadres békés de l’habitation Leyritz (Amédée Despointes, le directeur, et Guy de Fabrique, l’administrateur) refusaient à leurs travailleurs logés sur l'habitation, au motif de cet avantage.
Après avoir vainement sollicité l’inspection du travail, les ouvriers syndiqués déclenchent une grève en solidarité avec les décasés, soutenue par Albert Crétinoir, le maire de Basse-Pointe, militant du Parti communiste martiniquais (PCM). Les grévistes vont alors de plantations en plantations pour convaincre d’autres coupeurs de canne d’arrêter le travail. Gaston de Fabrique, géreur béké de l’habitation Leyritz, va à leur rencontre. Pensant que son frère est menacé, Guy de Fabrique, l'administrateur des quatre habitations de Victor Depaz, arrive sur place, muni d’un revolver et accompagné de deux gendarmes. Un coup de feu de persuasion est tiré et une bagarre éclate. Les grévistes, qui sont une soixantaine, désarment les gendarmes qui prennent la fuite. Quelques-uns poursuivent Guy de Fabrique à travers les champs. Le corps de ce dernier est retrouvé le 6 septembre dans un champ de cannes, marqué de 36 coups de coutelas, dont trois mortels.

### Chasse à l'homme et interpellation de suspects
Le ministre de l’intérieur de l’époque, le socialiste Jules Moch, compte se servir de l’affaire pour réduire l’agitation et casser les communistes qui incitent les 40 000 coupeurs de cannes de l’île à se révolter. Après une intense chasse à l'homme de plusieurs semaines, et ne pouvant trouver qui a porté le coup mortel, l'administration arrête dix-huit ouvriers agricoles, connus pour être syndicalistes et communistes. Tous sont des travailleurs de couleur, dont trois d'origine indienne (coolies). Les dix-huit passent presque trois ans en détention provisoire. Deux d’entre eux sont toutefois libérés au bout de deux ans car ils ne se trouvaient pas sur l’habitation au moment du crime. Il reste désormais 16 inculpés : Sébastien Julina, Albert Rovela, Jean Bastel, Stéphane Roselmac, Félix Goidaman, Romain Nelar, Eusèbe Roure, Edmond Cressant, René Polomat, Nestor Clio, Omer Surbon, Crépin Romain, Marcelin Hérard, Louis Blézés et deux Moutoussamy. Ils sont âgés de 26 à 56 ans.
L’inculpation de certains accusés repose sur des éléments erronés. Pour accuser Julina, on s’appuie sur une confidence qu’il a faite en prison à un nommé Aujeon, alors que ces deux hommes n’ont jamais été dans la même cellule. Pour accuser Clio Nestor, on s’appuie sur le témoignage du gendarme Lautrelle qui déclare l’avoir reconnu dans la bagarre parce qu’il avait fait sa connaissance au service militaire, or Clio est réformé et n’a jamais fait de service militaire. Polomat est inculpé alors qu’il a été prouvé que le 6 septembre en question, il était couché les deux pieds bandés et dans l’incapacité de marcher.
Syndicats et communistes engagent alors une campagne de solidarité, avec motions, pétitions et protestations contre la lenteur de l’instruction. Des conseils municipaux votent des vœux dans le même sens. La tension est telle que la Cour d’assise de Fort-de-France est dessaisie en faveur de celle de Bordeaux. Selon les partisans des inculpés, les autorités espèrent que dans cet ancien port négrier, dont la haute bourgeoisie négociante compte de nombreux liens familiaux avec les békés créoles, le procès débouche sur un verdict exemplaire et dissuasif, à une époque où la France dispose encore d’un grand empire colonial.

### Un procès retentissant et politique

#### Accueil en métropole et comité de soutien
En 1951, après trois années de détention provisoire, les seize inculpés sont finalement envoyés en France hexagonale pour y être jugés. Leur arrivée entraîne un mouvement de solidarité. Le Parti communiste et les syndicats leur organisent de nombreux comités de soutien. Dès leur arrivée au port du Havre, les dockers refusent de débarquer le « navire-prison » et débrayent pendant 24 heures pour soutenir les détenus, victimes selon eux de la répression coloniale. Les 16 sont ensuite transférés à Bordeaux et incarcérés dans le Fort du Hâ.
Pour leur défense, le Parti communiste, des syndicats et le MRAP procurent aux seize coupeurs de cannes, par l’intermédiaire du Secours Populaire, onze avocats, la plupart communistes. Parmi eux se trouve Me Georges Gratiant, figure politique martiniquaise, Me Marcel Manville, un des membres fondateurs du MRAP, et Me Gerty Archimède, première femme députée de la Guadeloupe.
Les communistes espèrent profiter du procès pour en faire un événement politique. Afin d'influencer les jurés, le journaliste Jean Pernot publie régulièrement dans Les nouvelles de Bordeaux et du Sud-Ouest des articles mettant en avant le passé esclavagiste de Bordeaux. « Parce que Bordeaux fut marchand d'esclaves, on espère qu'il s'en souviendra » ou encore « c'est la traite des nègres qui a fait la richesse des grands marchands de Bordeaux » sont quelques-uns des titres de ses articles de 1951.
De même, le journal du MRAP Droit et Liberté, lance un appel aux jurés de Bordeaux avant l'ouverture du procès : « Les machinations des Békés créoles et de leurs soutiens de l'administration seront appuyées n'en doutons pas par le haut commerce bordelais qui compte tant de parents de békés créoles. Soyons plus forts que les békés créoles et ceux qui les soutiennent. L'opinion publique, les juges et les jurés de Bordeaux déjoueront les plans des racistes colonialistes » (Monique Lafon, juillet 1951).

#### Déroulement du procès

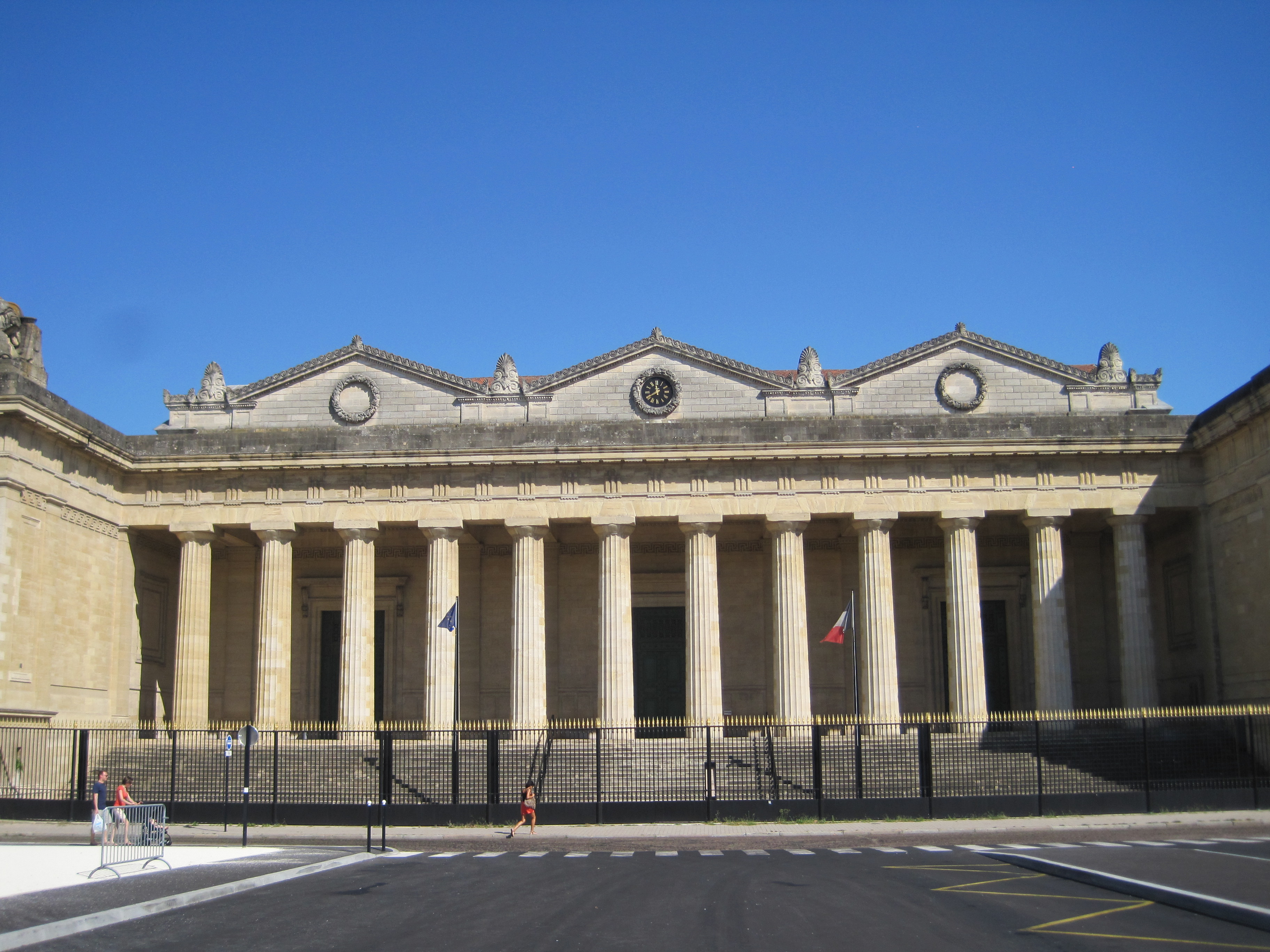
Palais de justice de Bordeaux

Le procès débute le 9 août 1951 à la cour d’assises de Bordeaux située dans le Palais Thiac. Du côté de l’accusation, plusieurs témoins sont des repris de justice. On y trouve un proxénète, un interdit de séjour, et un fou qui avait dû être interné à bord du navire de transport. S’y trouvaient également Gaston de Fabrique le frère de la victime, les deux brigadiers présents lors de l’altercation qui a précédé le meurtre, et trois cadres de l’habitation Leyritz. Tous les témoins sont indirects car aucun n’a assisté au crime.
Dans son accusation, la partie civile met l’accent sur la moralité des accusés, dénoncés comme des fainéants, ignares et factieux. De même, la personnalité de la victime est mise en avant. Guy de Fabrique est présenté plus comme un travailleur que comme un patron. Enfin, les avocats déplorent l’atmosphère autour de la traque des suspects, perturbée selon eux par la campagne de presse en soutien aux grévistes, et qui aurait intimidé d’éventuels témoins.
L’avocat général tente de son côté d’invoquer la « raison d’État ». Cependant, sentant le procès lui échapper, il ne réclame que 39 années de prison et 75 de réclusion pour l’ensemble des seize accusés. Loin de réclamer la peine de mort pour meurtre, sa réquisition correspond à moins de deux ans d’enfermement par accusé, quand ceux-ci ont déjà effectué près de trois ans de prison en détention provisoire.

La défense quant à elle, après avoir tenté d'évoquer l'affaire André Aliker, finalement rejetée par le président, met en avant les faiblesses du dossier. Notamment le fait que l’un des principaux témoins accusateurs, qui a rédigé une lettre de dénonciation, est en réalité analphabète. Les avocats pointent également une grave faute de l’instruction concernant les armes du défunt. En effet, celles-ci ont été rendues à sa famille, sans chercher à savoir qui avait tiré les coups de revolver ayant mis le feu aux poudres. La défense va aussi s’attacher à présenter la situation générale dans les plantations. Pour cela, elle fait témoigner le grand ethnographe Michel Leiris, qui confie à la barre que c’est à la Martinique qu’il a vu « le spectacle de misère le plus effroyable de [son] existence ». Cette thématique du contexte social et historique de la Martinique sera reprise dans la plaidoirie de l’avocat principal Georges Gratiant : 
« Nous qui aimons la France malgré l’oppression colonialiste, nous qui avons oublié les mauvaises heures, nous disons aux nôtres « arrachez le fouet des fils de la France et cravachons-les de notre amour ». On a jugé pendant longtemps tous les nègres de l’humanité avec un fouet en main, il vous appartient, messieurs, d’écrire l’épilogue au bas d’une page de l’histoire de l’humanité, il vous appartient de donner une leçon au monde. Jetez le fouet et la chicotte, et en ouvrant votre cœur, ouvrez aussi les portes du Fort du Hâ ».
Sa plaidoirie fut soulignée de vifs applaudissements.
Finalement, le 13 août 1951 à 14h, devant l'absence de preuves contre les ouvriers et dans l'incapacité de prononcer une condamnation collective, le procès s’achève avec le verdict qui prononce l’acquittement général pour les seize accusés, et demande leur libération immédiate. De toute évidence, s'il est probable que les coupables sont parmi eux, condamner les seize inculpés aurait impliqué de condamner des innocents. Par ailleurs, René Polomat, un des acquittés, avouera 60 ans plus tard que sur les seize, il y avait onze innocents et cinq coupables, mais que l’auteur des ultimes coups mortels n’a jamais été retrouvé.

### Libération et partage du succès

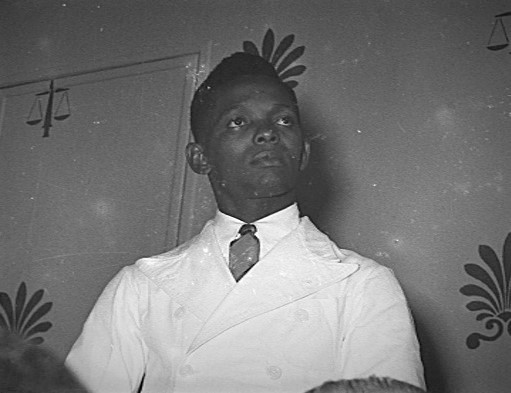
Louis Blézès, tête de liste des accusés.

Quelques heures plus tard, à leur sortie du Fort du Hâ, les seize libérés sont accueillis par des centaines de personnes, parmi lesquelles deux des jurés à qui l’affaire tenait à cœur. Le groupe part ensuite pour un vin d’honneur à la Bourse du travail, siège des syndicats, où les attendent de nombreux Bordelais de différents corps de métiers (dockers, métallos…).

Louis Blézès, tête de liste des seize acquittés, et secrétaire du syndicat des ouvriers agricoles de Basse-Pointe, y fait cette déclaration :
« L’opération Bordeaux destinée à nous maintenir en prison a complètement échoué. Nous garderons longtemps le souvenir de notre voyage en France, des manifestations de sympathie que nous ont témoigné les ouvriers du Havre et la solidarité des honnêtes gens de Bordeaux qui, en assistant au procès chaque jour plus nombreux, n’ont cessé d’augmenter notre courage et de renforcer notre espoir ».

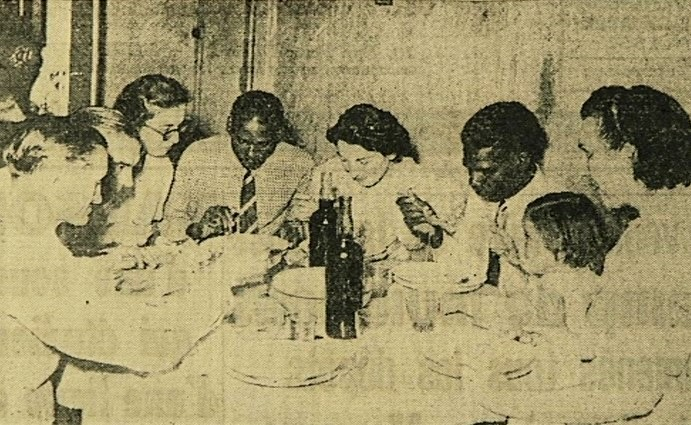
Les frères Moutoussamy accueillis par une famille bordelaise à Belcier, le 15 août 1951.

Les seize sont ensuite répartis dans différentes familles bordelaises, jusqu’à leur départ pour Paris, où ils sont invités à de nombreuses réunions organisées par les syndicats et le parti communiste.

### Retour difficile en Martinique
Le 31 août 1951, les seize libérés quittent la métropole et arrivent le 12 septembre à Fort-de-France, où ils sont accueillis chaleureusement par une foule nombreuse. Les autorités préfectorales en revanche, choisissent la répression. Sur le port les CRS répriment la manifestation à coup de matraques et de grenades lacrymogènes. Ambroise Guimèze, secrétaire du syndicat CGT de l’hôpital civil est arrêté, et Aimé Césaire, maire communiste de Fort-de-France et originaire de Basse-Pointe, est insulté par les forces de l’ordre.
C’est également lui qui, devant l’impossibilité pour les seize hommes de retrouver un emploi dans les plantations de Basse-Pointe, où leurs familles sont mises à l’écart, leur propose des postes dans les services municipaux de Fort-de-France.
Enfin, en guise de punition collective pour les Pointois, leur commune de Basse-Pointe est quant à elle contrainte de verser une indemnité à la veuve Berthe de Fabrique.

### Conséquences de l’affaire, un éclairage sur la situation aux Antilles
Ce procès a surtout permis de mettre en évidence que, même un siècle après l'abolition de l'esclavage, et deux ans après la départementalisation, les conditions de travail dans les habitations sont toujours difficiles. Les ouvriers agricoles, dont l’espérance de vie ne dépasse pas 40 ans, y ont des salaires très bas et dépendent de l'habitation, et donc du propriétaire de cette dernière.
À la hiérarchie sociale se confond toujours une division raciale. D’un côté on trouve les blancs créoles descendants de colons, propriétaires ou cadres des plantations, de l’autre se trouvent les noirs, descendants des esclaves déportés par les Européens au XVIIIe siècle. Au milieu se trouvent les métis et les indiens (coolies), même si nombre d’entre eux sont également en bas de l’échelle sociale comme le montre l’affaire des seize de Basse-Pointe dont trois sont d'origine indienne.
Le procès est l'occasion de mettre la France devant ses responsabilités, mais la situation reste néanmoins tendue en Martinique, et des ouvriers agricoles grévistes seront encore plusieurs fois victimes de répressions policières : fusillade de la Chassaing en 1951 (cinq blessés), au Lamentin en 1961 (trois morts) et à Basse-Pointe (habitation Chalvet) en 1974 (deux morts). À chaque fois les forces de police ne sont pas inquiétées.

## Film documentaire
En 2008, un film documentaire en deux parties, Les 16 de Basse-Pointe, est réalisé par la documentariste Camille Mauduech. Son travail de recherche s'est étalé sur cinq années, et a permis de remettre la lumière sur cet événement judiciaire et historique, tombé dans un relatif oubli malgré le fort retentissement politique et médiatique de l’affaire en 1951.